# Flora Westfalica

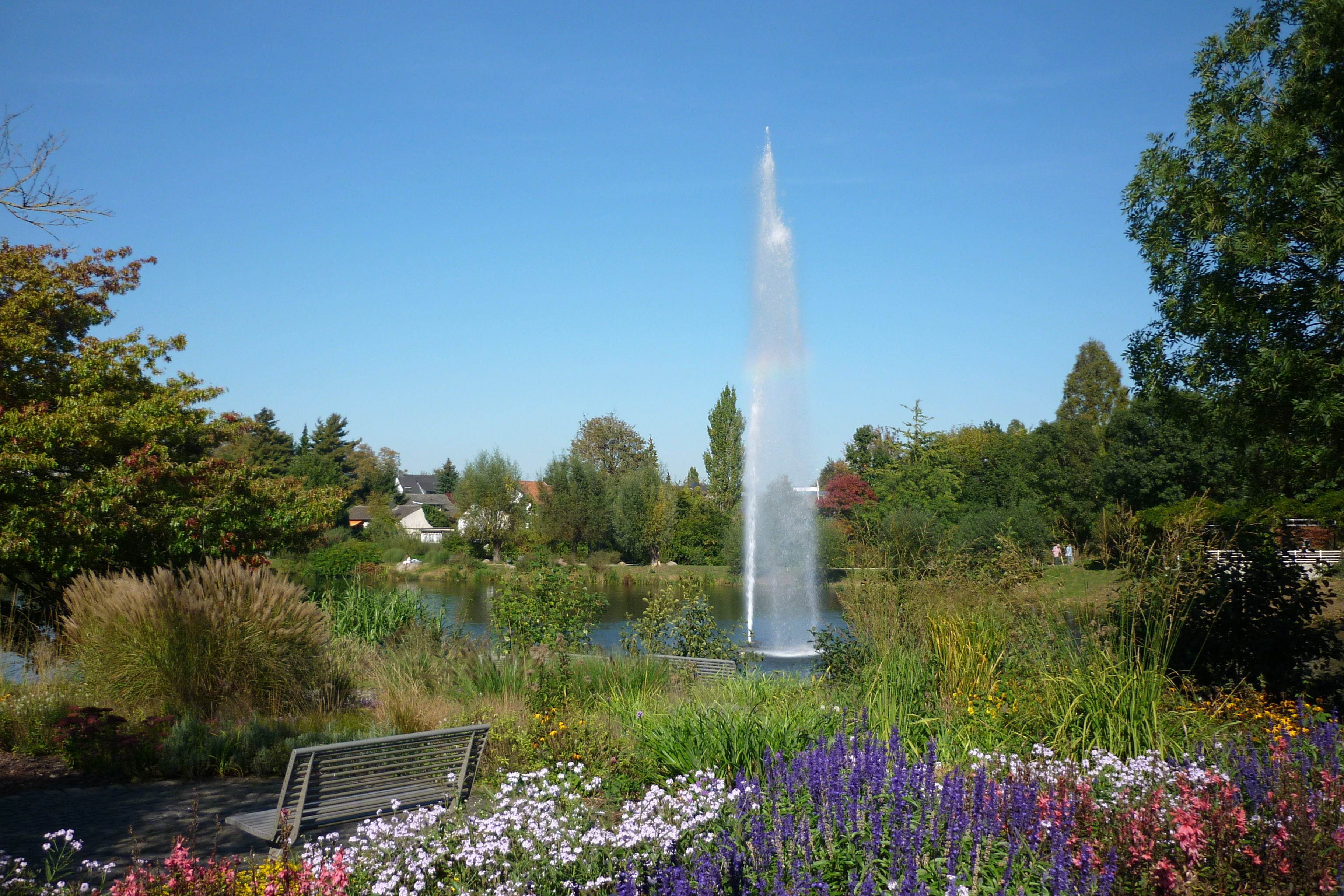
Fontäne im Emssee Wiedenbrück

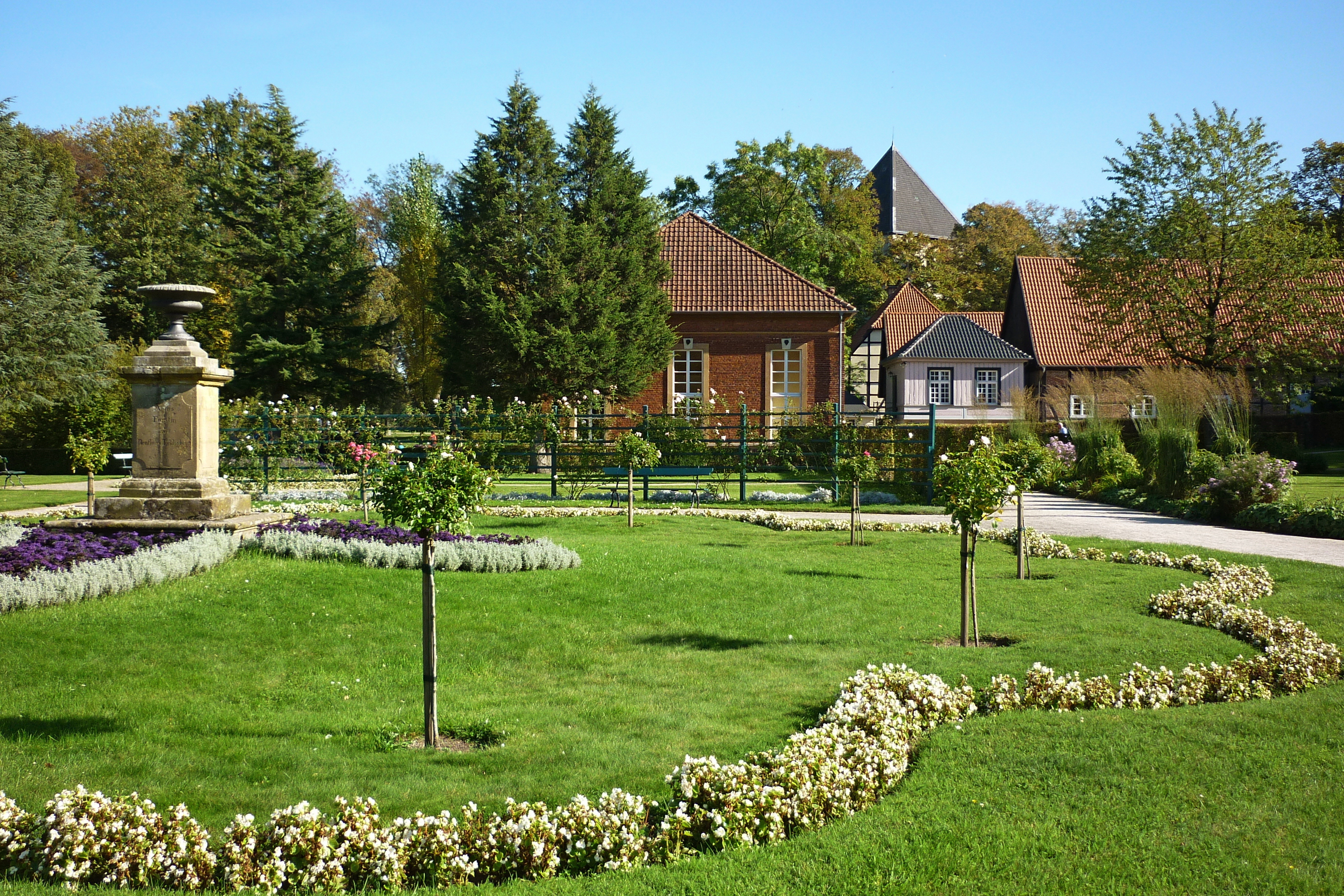
Schlosspark Rheda

Flora Westfalica ist der jetzige Name des Landesgartenschaugeländes (1988) in der Doppelstadt Rheda-Wiedenbrück, Nordrhein-Westfalen.
Die Flora Westfalica verbindet die etwa 2,5 km auseinanderliegenden Stadtteile Rheda und Wiedenbrück entlang des Flusslaufes der Ems und dient mit ihren renaturierten Auen- und Flusslandschaften, Spielplätzen, Gastronomie, Natur- und Lehrpfaden als Naherholungsgebiet. Sie beginnt im Stadtteil Wiedenbrück mit dem Emssee und endet in Rheda mit dem Schlossgelände und dem Rosengarten.
Betreiberin des Parks ist die Flora Westfalica - FGS-Fördergesellschaft, die Nachfolgegesellschaft der Landesgartenschau 1988. Sie ist zu 100 % eine Tochter der Stadt Rheda-Wiedenbrück.